# Луїз-Фоллс
Водоспад Луїзи — це водоспад на річці Гей у Північно-Західних територіях Канади, розташований трохи нижче за течією від водоспаду Александра-Фоллс . Обидва водоспади є частиною територіального парку ущелини Твін-Фоллс.